# Ibiaí
Ibiaí este un oraș în Minas Gerais (MG), Brazilia.